# Franz Michel Willam
Franz Michel Willlam (ur. 14 czerwca 1894 w Schoppernau, zm. 18 stycznia 1981 w Andelsbuch) – austriacki ksiądz katolicki, teolog, antropolog i pisarz.

## Życie
Był synem szewca i wychowywał się w skromnym domu. W 1917 został wyświęcony na kapłana w Brixen, a w 1921 otrzymał stopień magistra teologii. Po pewnym doświadczeniem duszpasterskim, ze względu na rolę kapelana w Andelsbuch, gdzie był aktywny jako duszpasterz i egzegeta, mieszkał tam aż do śmierci. Zawsze chciał być nazywany „kapłanem”, ponieważ chciał być zarówno księdzem, jak i pastorem.
Pomimo faktu, że mieszkał w odizolowaniu w lasach koło Bregencji, pozostawał w stałym kontakcie ze świat naukowym. Czytał dzieła po angielsku, francusku, hiszpańsku, włosku, łacinie i grece bez pomocy słownika.
Jego prace obejmują 33 książki i 372 pisma – wiersze, opowiadania, eseje, recenzje – opublikowane w 79 różnych czasopismach.
W 1932 opublikował książkę Das Leben Jesu im Lande und Volke Izrael (Życie Jezusa w kraju i pośród ludu Izraela), wydaną w dziesięciu edycjach i przetłumaczoną na dwanaście języków. Dzieło stało się bestsellerem. Aby napisać tę książkę, studiował żydowską historię, a jako antropolog, obserwował przez wiele miesięcy zwyczaje i praktyki religijne w Palestynie.
Korespondował z ks. Josephem Ratzingerem, który już jako papież wspomina o nim w swojej książce Jezus z Nazaretu.